# 羰基氰化物间氯苯腙
羰基氰化物间氯苯腙（英語：Carbonyl cyanide m-chlorophenyl hydrazone，缩写CCCP）是一种氧化磷酸化抑制剂。它是一种离子载体。一般来说，CCCP导致细胞的逐渐损害以及生命体的死亡。它主要影响线粒体中的蛋白质合成。CCCP的作用机理是使电子载体在电子传递链的正常活动下形成的质子浓度梯度解偶联化。这种化学物质实质上以离子载体形式减少了ATP合酶以最佳方式运行的能力。